# Линия 8 (Парижское метро)
Линия 8 (фр. Ligne 8) — одна из шестнадцати линий Парижского метро. Соединяет юго-запад Парижа с юго-восточными пригородами на левом берегу Марны, через которую на границе коммун Шарантон-ле-Пон и Мезон-Альфор в 1970 году был открыт метромост. 
Проект линии был разработан ещё в 1898 году. На схемах обозначается сиреневым цветом и числом 8.

## Хронология
- 13 июля 1913: Шарль Мишель — Опера
- 30 сентября 1913: Шарль Мишель — Порт-д’Отёй
- 30 июня 1928: Опера — Ришельё — Друо
- 5 мая 1931: Ришельё — Друо — Порт-де-Шарантон
- 27 июля 1937: участок Ла Мотт-Пике — Гренель — Порт-д'Отёй передан в состав линии 10, заменён участком Ла Мотт-Пике — Гренель — Балар
- 2 сентября 1939: окончательное закрытие станций Сен-Мартен и Шан-де-Марс.
- 5 октября 1942: Порт-де-Шарантон — Шарантон — Эколь
- 19 сентября 1970: Шарантон — Мезон-Альфор — Стад
- 27 апреля 1972: Мезон-Альфор — Стад — Мезон-Альфор — Ле Жуйёт
- 24 сентября 1973: Мезон-Альфор — Ле Жуйёт — Кретей — Л’Эша
- 9 сентября 1974: Кретей — Л’Эша — Кретей — Префектюр
- 8 октября 2011: Кретей — Префектюр — Пуант-дю-Лак

## Карта линии

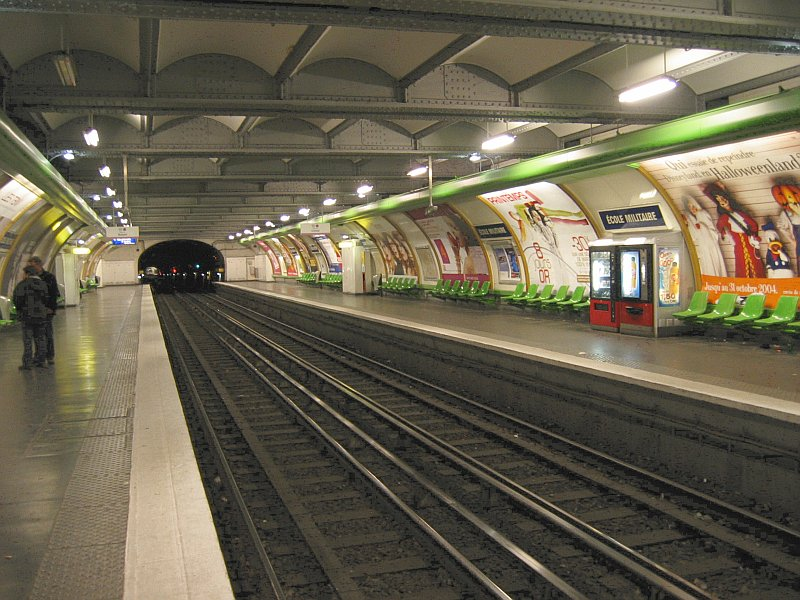
Станция École Militaire

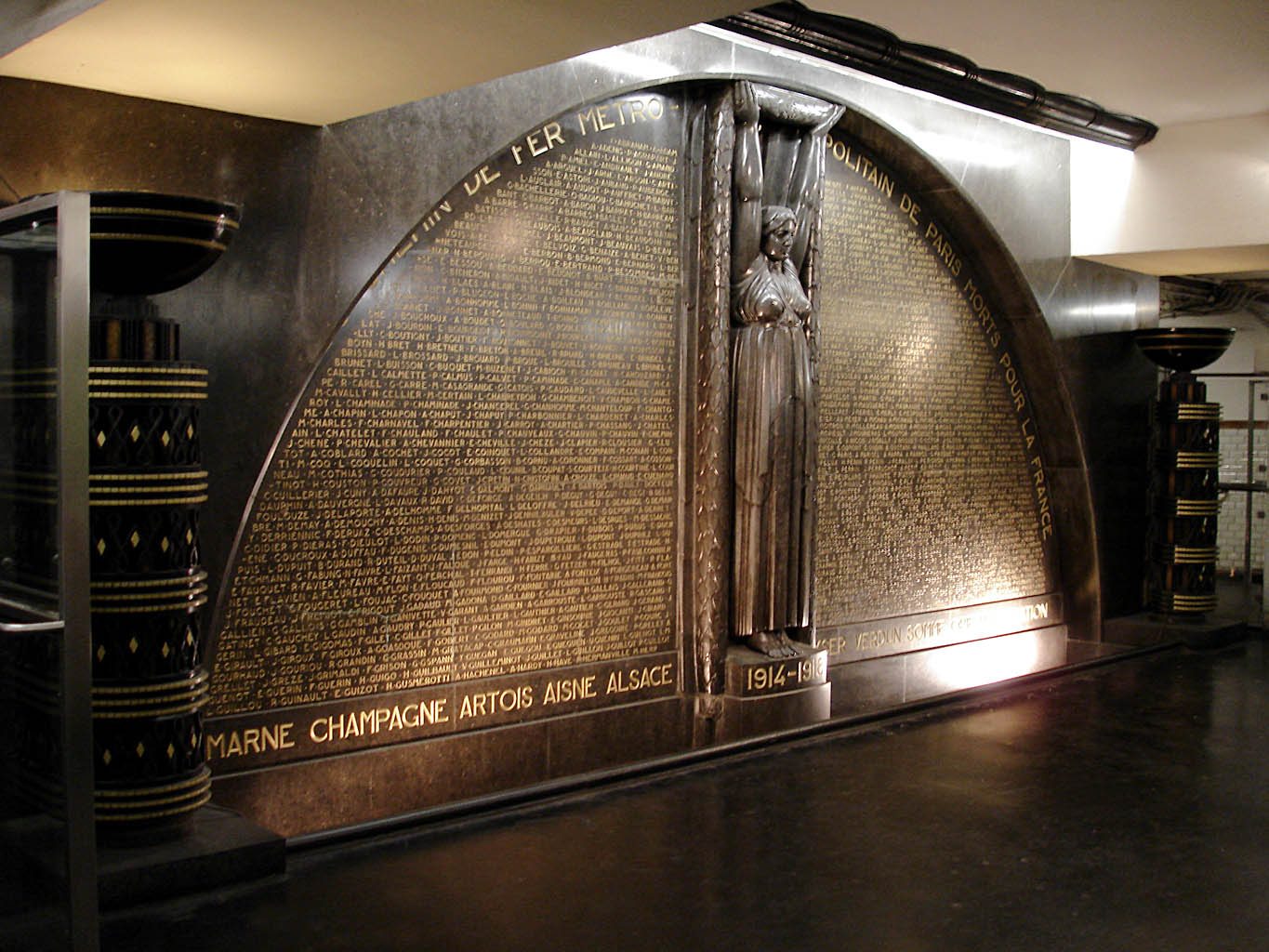
Мемориал памяти II Мировой войны